# Нікола Карікола
Нікола Карікола (італ. Nicola Caricola, нар. 13 лютого 1963, Барі) — італійський футболіст, що грав на позиції захисника.
Виступав, зокрема, за «Ювентус» та «Дженоа», а також молодіжну збірну Італії.

## Клубна кар'єра
Народився 13 лютого 1963 року в місті Барі. Вихованець футбольної школи клубу «Барі». Дорослу футбольну кар'єру розпочав 1981 року в основній команді того ж клубу у Серії B, звідти ж викликався в молодіжну збірну. В рідній команді провів два сезони, взявши участь у 70 матчах чемпіонату.
1983 році Карікола перейшов у «Ювентусе», в якому залишався до 1987 року, вигравши два чемпіонські титули. Він дебютував у Серії А 11 вересня 1983 року в матчі проти «Асколі», «стара синьйора» розгромила суперника з рахунком 7:0. З «Ювентусом» він також виграв Кубок володарів кубків УЄФА і Суперкубок УЄФА у 1984 році; Кубок європейських чемпіонів та Міжконтинентальний кубок у 1985 році. Тим не менш основним гравцем не був і вирішальних матчах здебільшого участі не брав.
1987 року він перейшов в «Дженоа», де залишався до 1995 року і грав Кубку УЄФА. У 1994 році він ненадовго покинув «Дженоа», зігравши чотири матчі за «Торіно».
Він закінчив свою кар'єру у «Нью-Йорку/Нью-Джерсі МетроСтарз» у MLS, де виступав зі співвітчизником Роберто Донадоні, зігравши за клуб у першому сезоні ліги в 1996 році. Хоча Карікола добре грав за команду, він найбільше запам'ятався американським уболівальникам автоголом на останніх секундах першої домашньої гри клубу проти «Нью-Інгленд Революшн», цей гол був єдиним у матчі. Він пішов у відставку в лютому 1997 року.

## Виступи за збірну
Протягом 1982—1984 років залучався до складу молодіжної збірної Італії. 6 жовтня 1982 року він зіграв дебютний матч проти однолітків з Австрії, в цілому зіграв на молодіжному рівні десять матчів і став півфіналістом молодіжного чемпіонату Європи 1984 року.

## Титули і досягнення
- Чемпіон Італії (2):

«Ювентус»: 1983–84, 1985–86
- Володар Кубка Кубків УЄФА (1):

«Ювентус»: 1983–84
- Володар Суперкубка Європи (1):

«Ювентус»: 1984
- Володар Кубка європейських чемпіонів (1):

«Ювентус»: 1984–85
- Володар Міжконтинентального кубка (1):

«Ювентус»: 1985

## Подальше життя
У 2005 році Нікола Карікола переїхав у Кейптаун, Південна Африка, і заснував компанію «Nicaf Espresso Systems», офіційний дистриб'ютор кави «Lavazza» в Південній Африці. Назва «Nicaf» є акронімом імені Нікола і слова «кафе».